# Sára Salkaházi
Sára Salkaházi (ur. 11 maja 1899 w Koszycach, zm. 27 grudnia 1944 w Budapeszcie) – węgierska błogosławiona Kościoła katolickiego.

## Życiorys

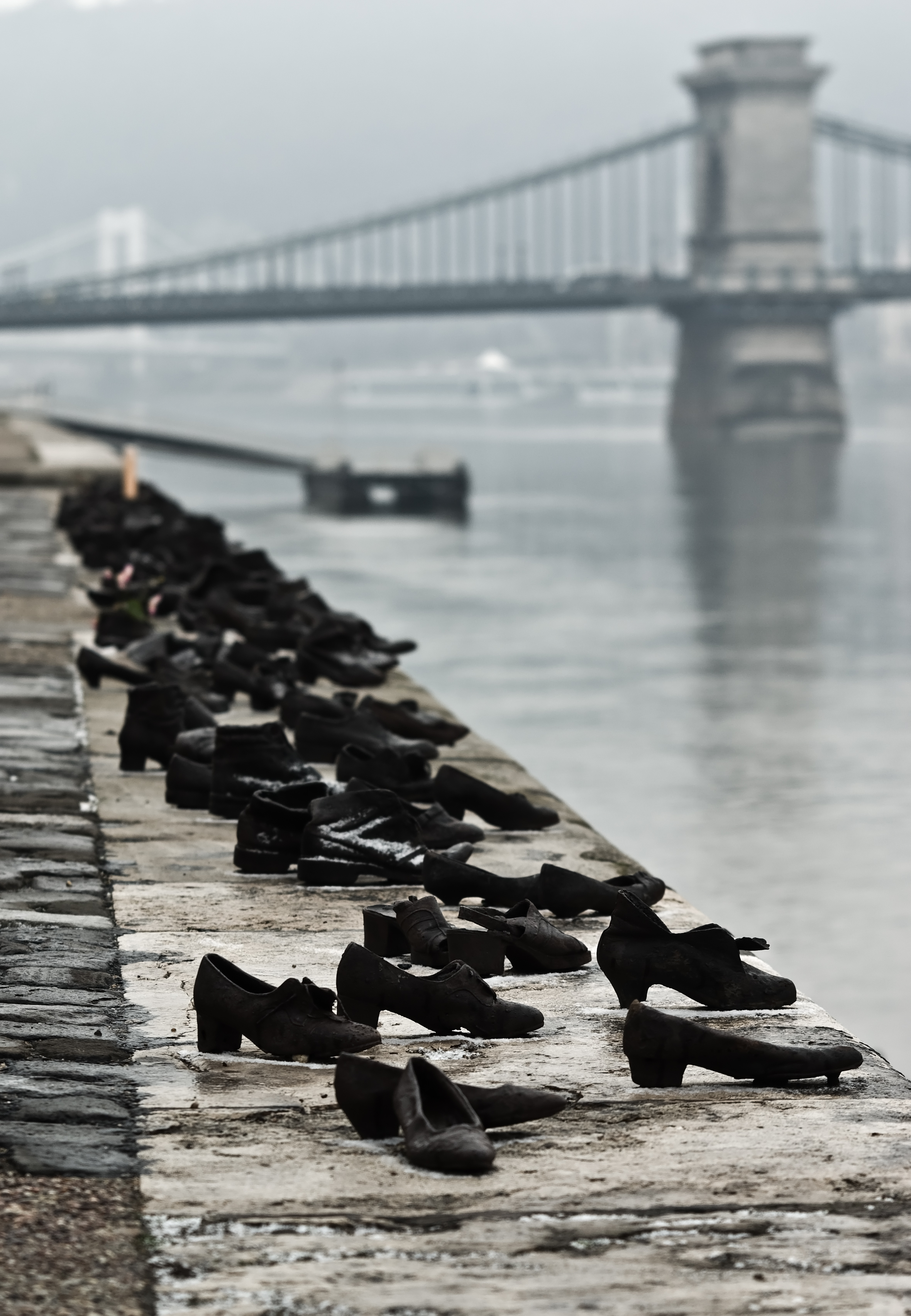
Oprócz upamiętnienia ofiar holokaustu, pomnik Buty na brzegu Dunaju przypomina tragiczny los Sáry Salkaházi

Urodziła się 11 maja 1899 roku jako drugie z trojga dzieci Leopolda i Klotyldy Salkaházi. W 1901 roku zmarł jej ojciec. 
Pracowała jako nauczycielka i redaktor gazety. W 1930 wstąpiła do zgromadzenia Sióstr Służby Społecznej, a 10 lat później złożyła śluby wieczyste. 
W ostatnich miesiącach II wojny światowej ocaliła życie ok. 100 Żydów. W wyniku doniesienia, władze dowiedziały się o ukrywaniu Żydów. 27 grudnia 1944 Sára została aresztowana przez nazistów razem z 10 Żydami. W nocy zostali zastrzeleni, a następnie ich ciała wrzucono do Dunaju. W chwili śmierci miała 45 lat.
W 1972 przyznano jej pośmiertnie tytuł Sprawiedliwy wśród Narodów Świata. Beatyfikował ją papież Benedykt XVI, 17 września 2006.